# Paltskapel (Aken)

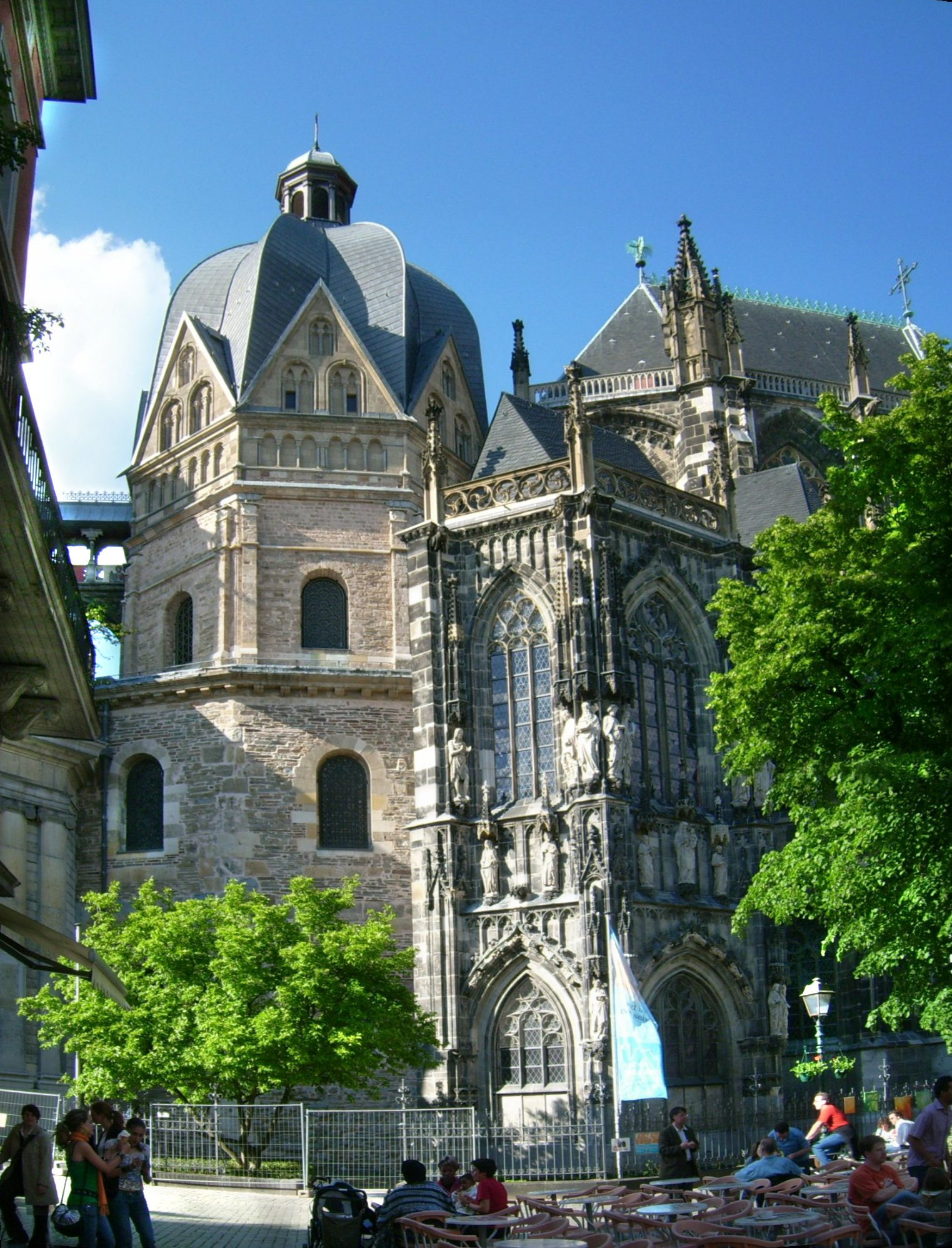
Exterieur

De Paltskapel is het oudste deel van de Dom van Aken en werd gebouwd in 796. De latere delen van de Dom zijn eromheen gebouwd. Met de Paltskapel wilde keizer Karel de Grote opnieuw Romeinse elementen in Aken introduceren. De hernieuwde belangstelling voor deze kunst is later aangeduid als Karolingische renaissance en kan verklaard worden uit het feit dat de levensomstandigheden voor de mensen in de 8ste en 9de eeuw verbeterden.
Toen het christendom een officiële godsdienst werd, ging men op zoek naar gebouwen waarin men deze godsdienst kon uitoefenen. De multifunctionele basilica's waren hier uitstekend geschikt voor. Ze hadden, een grote, ruime, lange zaal die geen associaties had met andere godsdiensten. Ook waren ze makkelijk aan te passen en zelf te bouwen. De keuze voor de basiliek was dan ook een functionele keuze en geen liturgische. Afwijkende vormen kwamen echter ook voor, zoals de centraalbouw, waarvan de Paltskapel een voorbeeld is. Deze bouwwijze gaat terug op de traditie van het mausoleum en baptisterium en is ook aan te wijzen in klassieke tempels zoals het Pantheon in Rome.

## Bouw
De kapel is een van de vroegste met steen overwelfde gebouwen van behoorlijke afmetingen in Noord-Europa. Karel de Grote, de opdrachtgever van dit technisch prestigieuze bouwwerk, zag Aken als opvolger van Rome. Hij kende Ravenna en liet Romeinse bouwelementen in zijn paleiscomplex verwerken. De kapel is geïnspireerd op de vroegchristelijke Basiliek van San Vitale in Ravenna. Overeenkomsten in de opzet van de gebouwen zijn terug te zien in de achthoekige centraalbouw, de omgang met galerij, de overwelfde centrale ruimte en de uitgebouwde koor/kapelruimte. Qua uitvoering is er overeenkomst in het gebruik van mozaïeken.
Het gebouw bestaat uit zestien zijden en heeft een hoog achthoekig (octogoon) centraal gewelf, wat typerend is voor Byzantijnse paleiskerken. De hoogte ervan, ongeveer 31 meter, is typisch voor Romaanse paleiskerken. De ontwerper, Odo van Metz, nam de Byzantijnse bouwstijl niet volledig over: Byzantijnse technieken om de constructie lichter te maken, zoals dunne bakstenen, liet hij achterwege.
Van 1355 tot 1414 zijn er delen aangebouwd: aan de westzijde van de kapel bevinden zich traptorens en een hogere middenpartij, aan de oostzijde een laatgotisch koor.

## Materiaal
Om wel aan het gepaste materiaal te raken werden oude Romeinse ruïnes afgebroken. Meer kostbaar materiaal, zoals marmeren zuilen, werd rechtstreeks uit Italië en Ravenna overgebracht. Karel de Grote voerde ook Romeinse beelden in om de kapel mee te decoreren. Verder werd ook Italiaans mozaïekwerk en marmer gebruikt. Dit hergebruik wordt spoliatie genoemd.

## Sacrale functies
Na zijn dood werd Karel de Grote begraven in de Paltskapel. Vanaf 936 was de Paltskapel gedurende zeshonderd jaar de kroningsplaats van de Duitse koningen. Karel de Grote is niet de enige persoon die begraven werd in de kapel: in 1002 werd keizer Otto III bijgezet. Tijdens de gotische tijd kwamen om de zeven jaar ook pelgrims op bedevaart naar de kapel.